# کی بالارد
کی بالارد (انگلیسی: Kaye Ballard; زاده ۲۰ نوامبر ۱۹۲۵ – درگذشته ۲۱ ژانویهٔ ۲۰۱۹) بازیگر و خواننده اهل ایالات متحده آمریکا بود.
از فیلم‌ها یا برنامه‌های تلویزیونی که وی در آن نقش داشته‌است، می‌توان به به‌سوی جنوب، ابدیت، دوباره عاشق شدن، ریتز، جمعه عجیب و پاندمونیوم اشاره کرد.